# Spiliphera dolichura
Spiliphera dolichura är en rundmaskart. Spiliphera dolichura ingår i släktet Spiliphera och familjen Chromadoridae. Arten är reproducerande i Sverige. Inga underarter finns listade i Catalogue of Life.